# کاراونگ
کاراونگ (اندونزیایی: Karawang) شهری در استان جاوه غربی کشور اندونزی است. جمعیت این شهر بر اساس سرشماری سال ۱۹۹۰ میلادی، ۱۴۵٫۰۴۱ نفر و بر اساس سرشماری سال ۲۰۰۰ میلادی، ۱۸۰٫۴۵۰ بوده که در سال ۲۰۰۷ میلادی به ۲۰۶٫۴۱۶ نفر افزایش یافته‌است.